# 李愛蘭
李 愛蘭（イ・エラン、朝鮮語: 이 애란、Lee Ae-ran、1964年 - ）は、朝鮮民主主義人民共和国（北朝鮮）出身の大韓民国の政治活動家、脱北者。

## 経歴
祖父母が脱北して大韓民国へ赴いたため、彼女が11歳のとき、一家全員が北朝鮮の労働キャンプに送られた。彼女は、8年間投獄されていた。
33歳だった1997年に、彼女は医師である夫と結婚したが、アメリカ合衆国で小説家となっていた自分の祖父母が北朝鮮を背景にした小説を発表した事実が問題になり、一家は政治犯収容所に送還される危機に瀕した。結局、彼女は、1997年8月に夫を残し、自分の息子、弟、父親など一家9人とともに鴨緑江を渡って北朝鮮を脱出し、中国、ベトナムを経て1997年10月に大韓民国に到着した。
1999年4月から生命保険会社で保険設計士として就職し、その後、莫大な収益を上げ、2001年から2002年までソウル特別市銅雀区舍堂洞で、ウサギ肉料理専門店「スムバギネ」の代表を務めた。2001年には梨花女子大学校大学院で「南韓在住北韓鮮離脱住民の食生活（남한 거주 북한 이탈 주민의 식생활」というテーマで論文を発表し、大韓民国に滞在する脱北者として初めて修士の学位を受けた。2005年、彼女は北朝鮮の学生たちが英語を学ぶことを支援する、グローバル・リーダーシップ・スカラーシップ・プログラム (the Global Leadership Scholarship Program) を創設した。2006年には、YBM時事英語社GLS奨学会幹事として活動しながら脱北民支援事業を展開し、2007年には脱北青年クリスチャン会の幹事として活動して、脱北者を対象としたキリスト教宣教活動を展開した。
2008年には、彼女は脱北者としては初めて、国会議員選挙に出馬した。この年に実施された第18代総選挙では、国民実行安保党（국민실향안보당）の比例代表候補（ユ・ジェマン（유재만）、キム・テソン（김태선）、カン・ソンウ（강석우) に次ぐ、名簿第4位）として公認されたが、落選した。
2009年梨花女子大学校食品栄養学科で『1990年前後に北韓住民の食生活様相変化（1990년 전후에 북한 주민의 식생활 양상 변화）』というテーマで論文を発表し、大韓民国に滞在する脱北者として初めて博士の学位を受け、2010年3月にはアメリカ合衆国国務省から国際勇気ある女性賞を受賞した。また同じく2009年には、ハナ脱北者女性組織 (the Hana Defector Women's Organization) という、韓国に住む北朝鮮出身の女性たちに、職業訓練、児童の保育、教育支援、人権教育を提供する非政府組織を創設した。
2012年の時点で、脱北者に職業訓練を提供し、平壌の食文化について教えることで南北の接近を促そうとする北韓伝統食品文化研究院（북한전통음식문화연구원、the North Korean Traditional Food Institute）という組織を設立した。また同じく2012年には、中華人民共和国で捕らえられていた北朝鮮難民の強制送還に抗議して、在韓中国大使館の前で、18日間にわたるハンガー・ストライキを決行した。
2013年には大韓女性基督教青年会連合会が主催した韓国女性指導者賞の授賞式において、若い指導者賞（젊은지도자상）を受賞した。また、YouTubeチャンネルの「이애란TV」を運営した。2020年1月には金文洙元京畿道知事が創設したキリスト教保守主義政党である自由統一党のスポークスパーソンとして活動した。 2020年3月には、第21代総選挙における基督自由統一党の比例代表1番候補とされたが、落選した。